# ザ・ワン (映画)
『ザ・ワン』（原題: The One）は、2001年に公開されたアメリカのSFアクション映画。主演はジェット・リー。パラレルワールド（多次元宇宙）を舞台にした作品で、ジェット・リーVS.ジェット・リーのダイナミックな特撮カンフーアクション・シーンが見物となっている。
この作品後、何度か共演することになるジェイソン・ステイサムとの初共演作でもあり、リーのアクションから刺激を受けたステイサムが、本格的なアクション俳優として始動するきっかけとなった作品である。

## ストーリー
この宇宙全体は125のパラレルワールドが存在する「マルチバース」で、それぞれの世界の秩序を守るため多次元宇宙捜査局（MVA）が監視に当り、その均衡を保っていた。だが、その秩序を乱し各パラレルワールドの自分を次々と殺害する者がいた。
アル・ゴアがアメリカ合衆国大統領を務める次元世界において、ロサンゼルスの囚人ロウレス（ジェット・リー）が留置場からの移送の際、他の次元から来た元MVA捜査官ユーロウ（ジェット・リー）によって殺害される。ロウレスはユーロウの殺人による123番目の被害者となった。
元MVA捜査官ユーロウは任務により最初は偶然、別の世界にいる自分を殺し、その時にその者のパワーが自分にものになるという秘密を知ったのだった。それからすべてのパラレルワールドに存在する自分自身を全て殺して唯一無二で全能の存在（ザ・ワン）になろうと企てた。
ここ2年の間に次々と他の世界の自分を123人殺したユーロウは、彼らのエネルギーを吸収しているため、ロウレスを護衛していた保安官らの反撃をすばやくかわし、その驚異的なパワーで時速80キロの車と同等の速さで逃げていく。彼は、元同僚でMVAからの追跡者ローデッカー（デルロイ・リンドー）でも歯が立たないような超人となっていた。
ローデッカーはユーロウを殺さずに生け捕りにするため、相棒で新米のファンチ（ジェイソン・ステイサム）と共に奔走し、異次元に転送可能な地点（ワームホール）に到着したユーロウを捕らえようとするが、その寸前に3人一緒にMVAの場所に転送される。
転送直後にMVAの職員らにより拘束されたユーロウは、終身刑として黄泉宇宙の犯罪者コロニーに永久追放の刑が確定する。だが黄泉宇宙への転送操作寸前に、ユーロウに気がある妖艶な傍聴人の女（カーラ・グギノ）が、尻尾に爆弾を仕掛けた鼠を放ったため、転送室のガラスが爆破で砕け、その混乱の隙にユーロウは職員らを撃退し、124番目の標的のいる別の次元に逃げてしまう。
ジョージ・W・ブッシュが大統領を務める次元世界のロサンゼルス群保安官ゲイブ（ジェット・リー）は、1人の囚人を護送する際、何者かに命を狙われる。ゲイブが間近に見たその男は自分に瓜二つの男であった。その男に追われながらも防弾チョッキにより辛うじて助かったゲイブは帰宅し、いつものように中国武術の稽古に勤しむが、妻のT.K（カーラ・グギノ）の助言により念のため病院に赴く。
ゲイブは、犯人が狙ったのは囚人でなく自分で、相手は「僕」だったと妻に話す。夫が事件の衝撃で混乱していると思ったT.Kは、MRI検査を受けるように勧めた。ゲイブが結婚指輪を妻に預けMRI検査を受けている時、密かに病院に潜んでいたユーロウが現れ、ユーロウを追って来たローデッカーとファンチが彼の犯罪を阻止するため捕らえようとする。
銃撃戦で病院は大混乱となり、ゲイブの仲間の保安官らは、ゲイブを守ろうとすると同時にゲイブが異常行動を起したと誤解し捕らえようとするが、謎の「僕」から命を狙われているゲイブは「僕」と戦うために彼らを振り切り逃げていった。ローデッカーとファンチは、ゲイブもまたユーロウと同等の超人的な力があることを知り厄介なことになると予想する。そこでローデッカーは方針を変えてファンチに新たな指示を出す。それは二手に分れて、自分はユーロウを殺し、ファンチはゲイブを殺すという指示だったが、この世界には善良な者もいるから最後の判断はファンチの判断に任せるとした。
ゲイブを見つけたファンチは、彼に多次元宇宙のことや自分がユーロウを追っているMVAの警察官だということを説明するが、ゲイブにはにわかには理解できなかった。一方、ユーロウの運転する車に乗り込み説得を試みるローデッカーだったが、結局は聞き入れられずに格闘の末にユーロウに殺されてしまう。ローデッカーが持っていた時限爆弾装置はユーロウに奪われ、その信号ランプによりファンチはローデッカーの死を悟るが、自分が殺さなければいけないゲイブの方は殺さずに守ることを決める。
保安官らに護衛され家に戻ったT.Kは、洗面所についた血から夫が家に来ていることを察知し、保安官ボビーと離れて寝室で1人になる。そして屋根裏から顔を覗かせたゲイブ（実はユーロウ）と対面し、彼から拳銃を要求される。引出しにある護身用の拳銃を渡そうとした時、庭先の方でゲイブの姿を瞬時に見たT.Kは、どちらが本物の夫か分らなくなった。とっさに、自分と夫が初めて出会った場所を「本屋」（本当はT.Kが獣医として勤務する動物病院）と言いながら、屋根裏の男がどう反応するかを試し男が偽物だと見破るが、ドアの外のボビーを呼んだ時にはもう遅く、ボビーもT.Kもユーロウに射殺されてしまう。
T.Kがユーロウに殺されるのを見たゲイブは、自分がロサンゼルス警察から指名手配になりながら逃げ、ファンチと共にユーロウを殺すことを誓うが、超人的な力でガソリンスタンドの看板ポールを蹴り折ってしまい、店主（デルロイ・リンドー）に怒鳴られる。この世界でのローデッカーの分身はガソリンスタンド店主となっていた。
次元移動のワームホールが開く地点がある化学工場に辿り着いたファンチとゲイブは、待ち構えていたユーロウが仕掛けた時限爆弾を間一髪でなんとか逃れる。ユーロウと対峙したファンチが殺されそうになったところでゲイブがユーロウに勝負を挑み、２人のカンフー対決が始まった。ユーロウに殺されかけたゲイブだったが、薬指の指輪の跡を見つめると力を蘇らせ、ユーロウを追いつめるほどの反撃を開始する。
化学工場の機械が次々と壊れ所々で爆発が起る中、2人の死闘が繰り広げられ、ゲイブがあと一歩でユーロウを仕留めそうになるが、刻々とワームホールが開く時間が近づいてゆく。負傷した足を引きずりながら彼らの近くに来たファンチは、ゲイブの服に火が燃え移ったのを見て逃げるように叫ぶが、ゲイブが上着を脱ぎ捨てて、ユーロウと同じ服装になってしまったところで、ワームホールが開いて3人一緒にMVAに転送された。
局長や職員はゲイブとユーロウの区別がつかずに、ユーロウが「こいつだ」と指した方のゲイブを拘束して黄泉宇宙に転送しようとする。その時ファンチはゲイブの薬指の跡を見て、彼がユーロウではないことを知らせた。危ういところをゲイブは解放され、本物のユーロウがやっと黄泉宇宙の犯罪者コロニーに転送される。
だが局長はゲイブを自由にすることを許さず、元の次元に転送することを命じる。ファンチは「彼は協力者だ」と反論し、元の世界に戻せばゲイブは終身刑になってしまうと訴えるが、局長は、未開の世界の者をこの次元に残すわけにはいかないと拒否する。なおも局長に食い下がるファンチだったが、ゲイブはファンチの抗議を制し転送を受け入れる。
ゲイブが元の世界に転送される時、とっさにファンチは担当職員の代わりに「俺がやる」とその操作をして「俺が元に戻してやる」と転送が終了した。ゲイブは元の次元に戻ったが、それはちょうどゲイブの飼犬が、動物病院の前の道路で車にはねられた時刻であった。ゲイブが怪我をした飼犬オリーを動物病院に運ぶと、ゲイブとT.Kが運命の出会いをした時のままのT.Kがそこにいた。
一方、黄泉宇宙の犯罪者コロニーの塔に転送されたユーロウは、荒くれ者たちから挨拶代わりの攻撃を受け、カンフーで彼らを次々と撃退していく。だがコロニーにいる荒くれ者たちは無限に存在し、「俺がザ・ワンだ」と言うユーロウの立っている塔の頂上を目指して次々と登ってくるため、彼らの撃退をユーロウは無限に続けていくことになる。

## キャスト
| 役名                                           | 俳優                   | 日本語吹替             | 日本語吹替                     |
| 役名                                           | 俳優                   | ソフト版               | テレビ東京版                   |
| ---------------------------------------------- | ---------------------- | ---------------------- | ------------------------------ |
| ゲイブ・ロウ ガブリエル・ユーロウ ロウレス、他 | ジェット・リー         | 井上和彦               | 横堀悦夫                       |
| T.K・ロウ マシー・ウォルシュ                   | カーラ・グギノ         | 田中敦子               | 佐々木優子                     |
| ハリー・ローデッカー ガソリンスタンド店主      | デルロイ・リンドー     | 池田勝                 | 玄田哲章                       |
| ファンチ                                       | ジェイソン・ステイサム | 諸角憲一               | 立木文彦                       |
| ボビー                                         | ジェームズ・モリソン   | 荒川太朗               | 金尾哲夫                       |
|                                                |                        |                        |                                |
| 演出                                           |                        | 市来満                 | 木村絵理子                     |
| 翻訳                                           |                        | 芝谷真由美             | 杉田朋子                       |
| 調整                                           |                        |                        | 阿部直子                       |
| 効果                                           |                        |                        | リレーション                   |
| 制作                                           |                        | ニュージャパンフィルム | 東北新社                       |
| 初回放送                                       |                        |                        | 2005年3月24日 『木曜洋画劇場』 |

## スタッフ
- 監督 - ジェームズ・ウォン
- 脚本 - グレン・モーガン、ジェームズ・ウォン
- 撮影 - ロバート・マクラクラン
- 音楽 - トレヴァー・ラビン
- 衣装 - クリシ・カルヴォニデス・ダシェンコ
- 編集 - ジェイムズ・コブレンツ
- キャスティング - ジョン・パプシデラ
- タイトルデザイン - カイル・クーパー
- 字幕 - 菊地浩司